# Fifth Avenue Hotel
El Fifth Avenue Hotel fue un hotel de lujo ubicado en 200 Fifth Avenue en Manhattan (Estados Unidos) desde 1859 hasta 1908. Tenía una manzana entera de fachada entre las calles 23 y 24, en la esquina suroeste de Madison Square.

## Sitio y construcción
El sitio fue utilizado anteriormente por Madison Cottage, que era una parada de diligencias para los pasajeros que se dirigían al norte de la ciudad. De 1853 a 1856 fue utilizado por el Hipódromo de Franconi, una estructura de lona y madera en forma de tienda de campaña que podía albergar hasta 10 000 espectadores que veían carreras de carros y otras "Diversiones de los antiguos griegos y romanos".
El hotel Fifth Avenue fue construido entre 1856 y 1859 por Amos Richards Eno a un costo de 2 millones de dólates. El edificio fue diseñado por Griffith Thomas con William Washburn. Debido a la ubicación del sitio lejos del centro de la ciudad, el hotel fue etiquetado como "La locura de Eno" durante la construcción.

Tras la apertura del hotel, se convirtió en "el centro social, cultural y político de la élite de Nueva York" y generó un cuarto de millón de dólares al año en ganancias. También estimuló el desarrollo de hoteles adicionales al norte y al oeste, en el norte del Madison Square Park, también conocido como NoMad en el siglo XXI.

## Diseño y alojamiento
El hotel de la Quinta Avenida fue construido con ladrillo y mármol blanco y tenía cinco pisos sobre una planta baja comercial. El primer ejemplo del "ferrocarril de tornillo vertical" de Otis Tufts, el primer ascensor de pasajeros instalado en un hotel en los Estados Unidos, una característica notable pero engorrosa impulsada por una máquina de vapor estacionaria que transportaba a los pasajeros a los pisos superiores mediante un tornillo giratorio. que pasaba por el centro de la cabina de pasajeros.
El edificio tenía un sencillo diseño estilo palazzo italiano, con una cornisa saliente de hojalata, pero su sobrio exterior contenía salas públicas lujosamente decoradas: Harper's Weekly reseñó sus "pesadas masas de madera dorada, ricas cortinas carmesí o verde, extremadamente hermosos palisandros y trajes brocatelle, lujosas alfombras... el conjunto presenta una apariencia tan hermosa y tan incómoda como cualquiera necesita desear". Un corresponsal de The Times de Londres llamó al hotel "un edificio más grande y más hermoso que el Palacio de Buckingham".
El hotel empleó a 400 sirvientes para atender a sus huéspedes, ofreció baños privados (una comodidad sin precedentes en ese momento) y publicó anuncios con una chimenea en cada habitación. Algunos críticos han argumentado que el éxito del hotel es una señal de que los neoyorquinos de élite estaban rechazando los valores republicanos de sus antepasados y, en cambio, habían comenzado a valorar la grandeza, el lujo y la comodidad.

## Eventos y usos notables

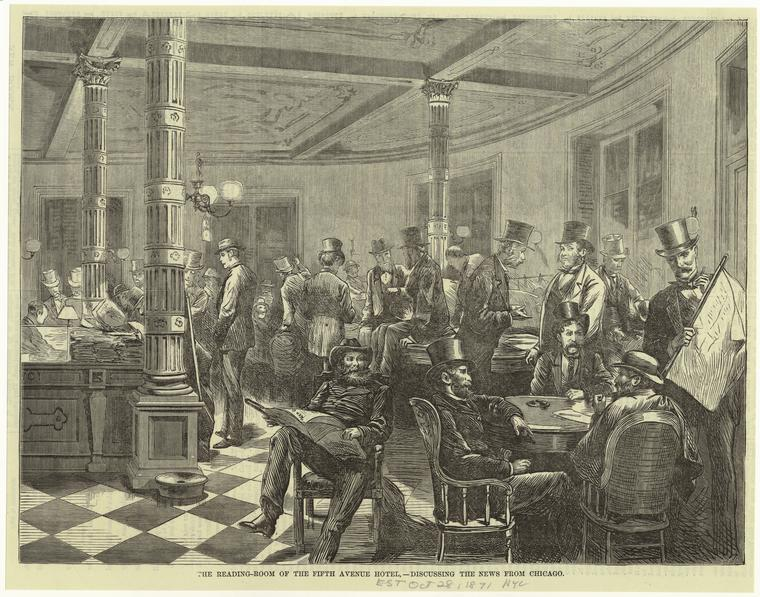
Illustration of the Fifth Avenue Hotel reading room, Every Saturday (1871).

El hotel fue sede de numerosos invitados notables, tanto extranjeros como nacionales, y fue, durante un tiempo, el hotel más exclusivo de la ciudad y el centro de la vida social de la élite neoyorquina.
La campaña del presidente Ulysses S. Grant comenzó en una cena en el hotel, y él y su gabinete una vez celebraron allí una sesión oficial. El abogado Chester A. Arthur (quien luego se convirtió en presidente de los Estados Unidos) mantuvo una suite para su oficina; Eduardo VII se hospedó aquí en su gira por América del Norte, al igual que su cuñado, Pedro II y Agustín de Iturbide y Green, hijo adoptivo de Maximiliano. "Era un lugar de reunión para peces gordos como Boss Tweed, Jay Gould, Jim Fisk y Commodore Vanderbilt, que intercambiaban acciones aquí fuera de horario". El de la ciudad de Nueva York, John Franklin Gray, vivía en el hotel. Cuando el joven Jim Fisk, sumamente seguro de sí mismo, llegó por primera vez a Nueva York, se alojó en el hotel de la Quinta Avenida hasta que se arruinó temporalmente. Gore Vidal hizo del hotel Fifth Avenue un escenario en su novela 1876, porque fue en una de sus suites donde John C. Reid, editor de The New York Times, despertó al presidente del Comité Nacional Republicano, Zachariah Chandler, y preparó la campaña para la controvertida elección presidencial de 1876.

El 20 de octubre de 1873, representantes de las universidades de Yale, Columbia, Princeton y Rutgers se reunieron en el Hotel para codificar el primer conjunto de reglas del fútbol americano universitario. Antes de esta reunión, cada escuela tenía su propio conjunto de reglas y los juegos generalmente se jugaban usando el código particular del equipo local. En esta reunión, se elaboró una lista de reglas, basada más en las reglas de la Asociación Inglesa de Fútbol que en las reglas de la Rugby Football Union recientemente fundada, para los juegos de fútbol intercolegiales.

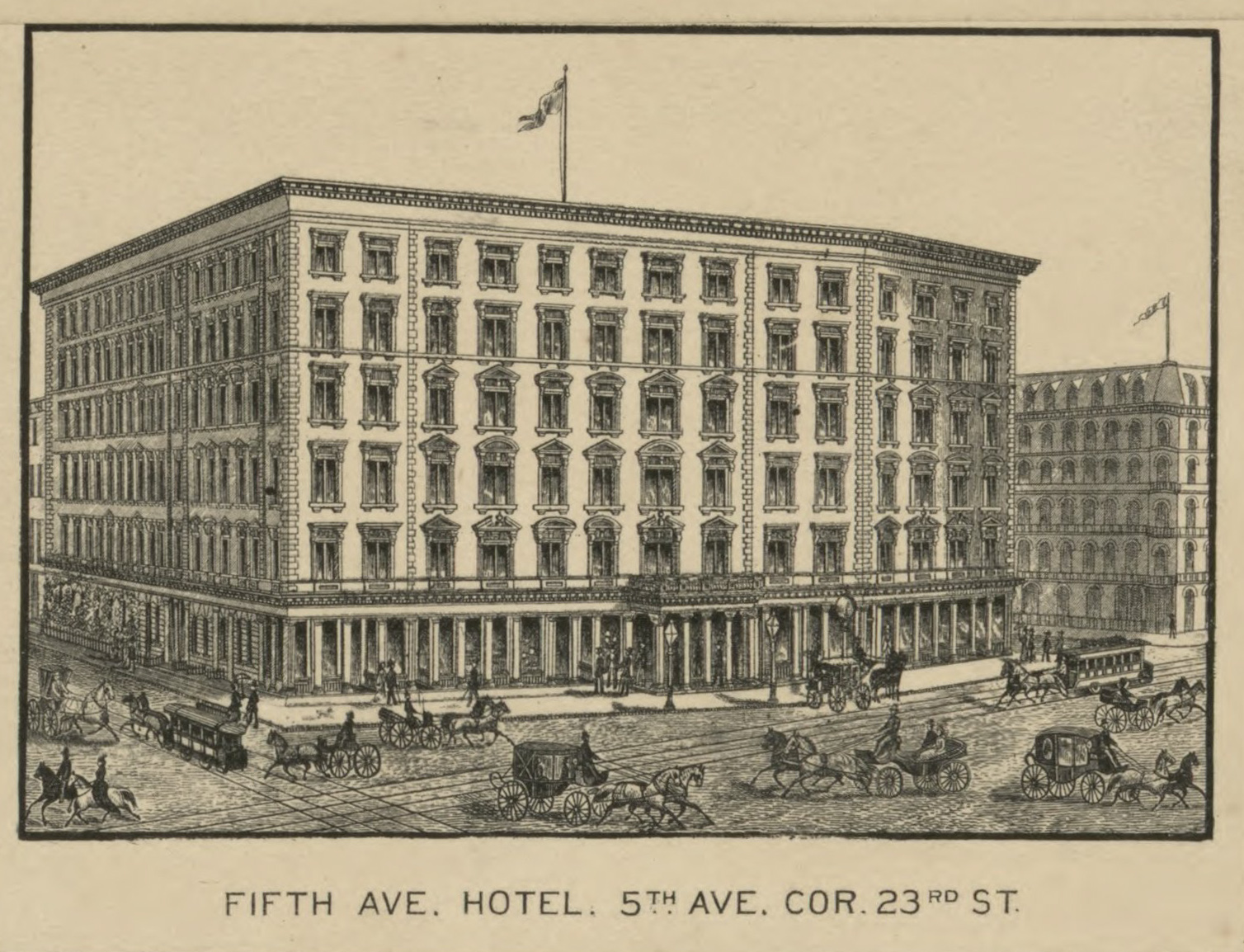
El Hotel de la Quinta Avenida, representado en el Mapa Taylor de Nueva York (1879)

El 21 de mayo de 1881 se fundó la Asociación de Tenis de los Estados Unidos en el Hotel Fifth Avenue.

### "Amen Corner"
El Hotel de la Quinta Avenida era conocido como un bastión del Partido Republicano. Desde un rincón de una de las salas públicas, a la que llamó su "Amen Corner", el jefe político republicano Thomas Collier Platt controló el patrocinio en la ciudad y el estado de Nueva York durante algunos años en la década de 1890; aquí realizó su "Escuela Dominical", donde los proyectos no salían adelante hasta que tenían su "amén".

## Cierre y demolición
El hotel de la Quinta Avenida cerró a la medianoche del 4 de abril de 1908 y fue demolido. Se informó que los clientes del bar del hotel gastaron 7000 dólares en bebidas durante su último día de funcionamiento.
Su sitio fue ocupado en 1909 por un edificio de oficinas conocido como el Fifth Avenue Building (más tarde cambiado a Toy Center), diseñado por Robert Maynicke y Julius Franke, para el nieto de Eno, Henry Lane Eno. Hasta 2007 albergó el International Toy Center, que se llenó de compradores mayoristas en la Feria del Juguete de febrero y luego nuevamente en octubre. El nombre del antiguo hotel fue tomado por un Fifth Avenue Hotel en 24 Fifth Avenue, una cuadrícula de ventanas en una fachada de ladrillo, por Emery Roth, luego convertido en apartamentos.
Una placa en el Toy Center, el edificio actualmente en el sitio, conmemora el hotel.